# Kazan
För andra betydelser, se Kazan (olika betydelser).

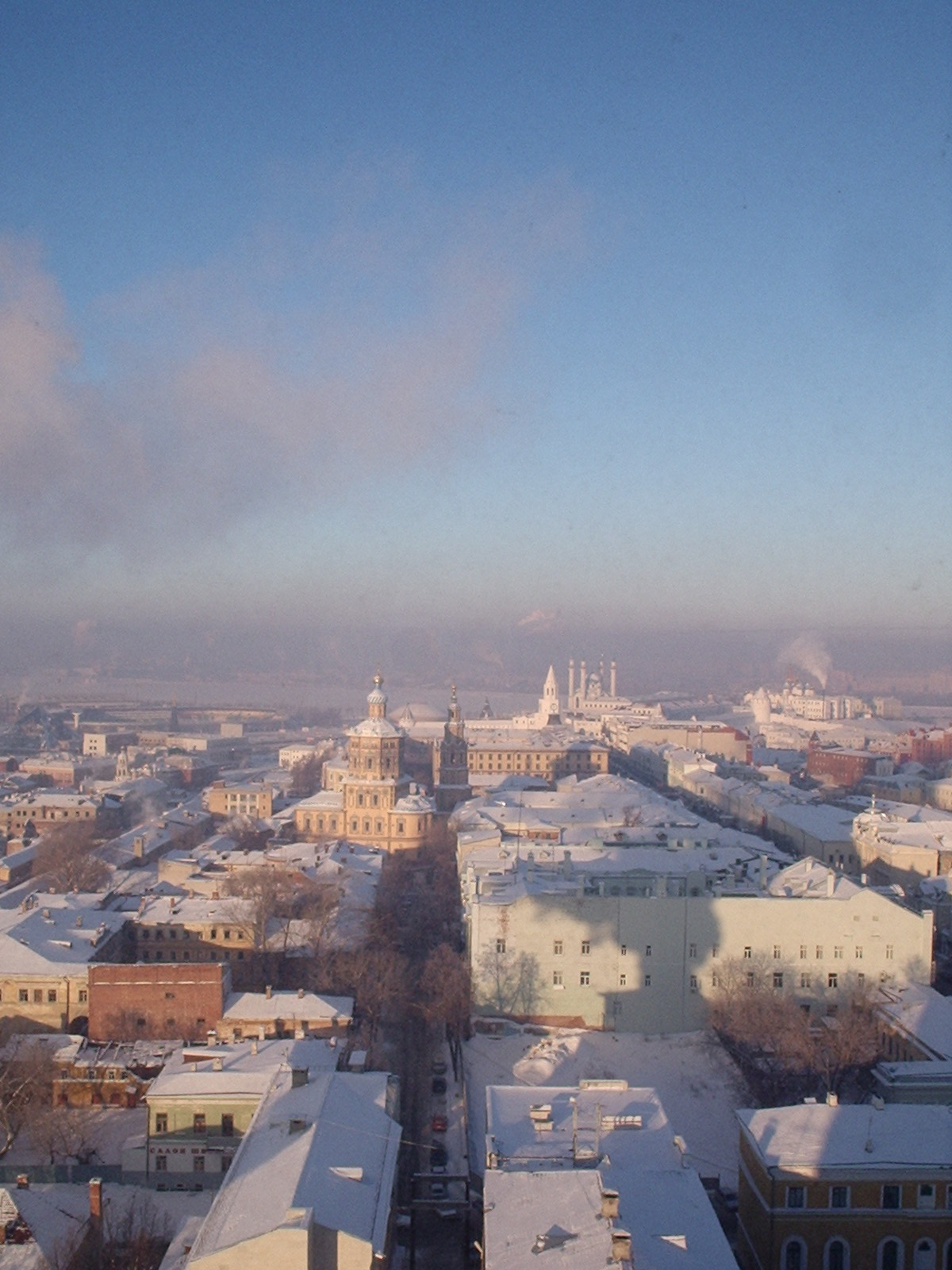
Centrala Kazan vintertid, med bland annat dess Kreml i bakgrunden.

Kazan (ryska: Казань; uttal: [kɐˈzanʲ], tatariska: Qazan, Казан, arabiska: قازان) är huvudstaden i delrepubliken Tatarstan i Ryssland och har cirka 1,2 miljoner invånare. Staden ligger vid sammanflödet av floderna Volga (tatariska: İdel) och bifloden Kazanka (Qazansu) i centrala europeiska Ryssland. Det är ett viktigt industriellt, kommersiellt och kulturellt centrum och hyser Kazanuniversitetet, grundat 1804. Viktiga näringar är kemisk och elektronisk industri.

## Historia
En föregångare till Kazan var den forntida orten Bulgar. Vikingar nämns här år 921. Den nuvarande staden grundades antagligen i slutet av 1200-talet. Den förstördes av muskovitiska trupper 1399 men återuppbyggdes och tjänade från 1400-talet som huvudstad för det mongoliska Kazankhanatet fram till 1552 då staden införlivades i Tsarryssland av Ivan IV. År 1708 blev staden huvudort i guvernementet Kazan.
Under ett bondeuppror under ledning av Jemeljan Pugatjov 1773 till 1774 brändes staden ner, men återuppbyggdes genom Katarina II:s förtjänst. Efter ryska revolutionen tjänade staden kort som det självständiga Tatarstans huvudstad mellan 1917 och 1920, innan den då införlivades i Sovjetryssland för att bli huvudstad i den autonoma sovjetrepubliken Tatariska ASSR. 
Qolsharifmoskén är en stor känd moské som kännetecknar Kazan.

## Stadens administrativa indelning
Kazan är indelat i sju stadsdistrikt:
| Stadsdistrikt    | Antal invånare | Antal invånare |
| Stadsdistrikt    | 2002-10-09     | 2010-10-14     |
| ---------------- | -------------- | -------------- |
| Aviastroitelnyj  | 109 582        | 111 405        |
| Kirovskij        | 110 465        | 109 125        |
| Moskovskij       | 132 400        | 130 537        |
| Novo-Savinovskij | 196 783        | 202 997        |
| Privolzjskij     | 222 602        | 227 755        |
| Sovetskij        | 240 374        | 275 514        |
| Vachitovskij     | 93 083         | 86 202         |
| Landsbygd        | 17             | Ingen uppgift  |
| TOTALT           | 1 105 306      | 1 143 535      |

Den lilla del landsbygdsbefolkning som redovisades vid folkräkningen 2002 har troligtvis integrerats i något av stadsdistrikten efteråt.

## Sport
Fotbollslaget Rubin Kazan som spelar i den ryska högstaligan Ryska Premier League kommer härifrån. De har vunnit ryska ligan två år i rad, 2008 och 2009. De spelade också för första gången i UEFA Champions League säsongen 2009/2010, där de bland annat mötte FC Barcelona. De spelar sina hemmamatcher på "Central Stadium". Även ishockeylaget Ak Bars Kazan, som spelar i KHL, är från Kazan. Hemmaarena är Tatneft-Arena, med strax under 8800 sittplatser. Världsmästerskapet i bandy för herrar 2005 spelades också i staden, och 2011 var det dags igen.
I staden ligger även Kazans Travbana.